# Drzewkopowłocznik białofioletowy
Dendrocorticium polygonioides (P. Karst.) M.J. Larsen & Gilb. (drzewkopowłocznik białofioletowy) – gatunek grzybów z rzędu powłocznikowów (Corticiales). 

## Systematyka i nazewnictwo
Pozycja w klasyfikacji według Index Fungorum: Dendrocorticium, Punctulariaceae, Corticiales, Incertae sedis, Agaricomycetes, Agaricomycotina, Basidiomycota, Fungi.
Polską nazwę "powłocznik białofioletowy" zaproponował Wojewoda w 2003. Obecna nazwa polska na podstawie rekomendacji Komisji ds. Polskiego Nazewnictwa Grzybów.

## Występowanie i siedlisko
Występuje najczęściej w Europie, w tym w Polsce. Saprotrof, który rośnie w lasach, na martwych gałęziach Corylus i Salix.